# Jana Bieger
Jana Bieger (Kiel, Alemania, 12 de noviembre de 1989) es una gimnasta artística nacida alemana nacionalizada estadounidense, tres veces subcampeona mundial en 2006.

## Carrera deportiva
En el Mundial celebrado en Aarhus (Dinamarca) en 2006 consiguió tres medallas de plata: en la general individual —tras la italiana Vanessa Ferrari y delante de la rumana Sandra Izbaşa—, en suelo —tras la china Cheng Fei y delante de nuevo de la italiana Vanessa Ferrari— y en equipos, tras China y por delante de Rusia. Sus compañeras de equipo fueron: Chellsie Memmel, Alicia Sacramone, Nastia Liukin, Natasha Kelley y Ashley Priess.